# Ribauta e las Tavèrnas
Ribauta e las Tavèrnas (en francès Ribaute-les-Tavernes) és un municipi francès situat al departament del Gard i a la regió d'Occitània.